# بول كريغ روبرتس
بول كريغ روبرتس (بالإنجليزية: Paul Craig Roberts)‏ (و. 1939 – م) هو عالم اقتصاد، ومُنظر المؤامرة من الولايات المتحدة الأمريكية . ولد في أتلانتا، جورجيا .

## التعليم
تعلم في جامعة فرجينيا.